# Cris et Chuchotements
 (février 2024).
Si vous disposez d'ouvrages ou d'articles de référence ou si vous connaissez des sites web de qualité traitant du thème abordé ici, merci de compléter l'article en donnant les références utiles à sa vérifiabilité et en les liant à la section « Notes et références ».
Pour plus de détails, voir Fiche technique et Distribution.
Cris et Chuchotements (Viskningar och rop) est un film suédois réalisé par Ingmar Bergman, sorti en 1972. Présenté hors compétition au Festival international de Cannes en 1973, le film reçoit le Grand Prix de la Commission supérieure technique. Il est nommé pour l'Oscar du meilleur film et l'Oscar du meilleur scénario original et remporte l'Oscar de la meilleure photographie à la 46e cérémonie des Oscars en 1974.

## Synopsis
À la fin du XIXe siècle, Agnès (Harriet Andersson) se meurt d'un cancer dans le manoir familial entouré d'un immense parc au bord d'un lac. Ses deux sœurs, Karin (Ingrid Thulin) et Maria (Liv Ullmann), sont venues l'assister dans ses derniers jours, mais seule la chambrière Anna (Kari Sylwan) — qui des années avant a perdu sa petite fille — parvient à l'aider et à l'aimer. Karin, l'aînée, froide, impatiente et phobique, est mariée à un homme rigide qu'elle n’aime pas. Un soir à table elle lui dit ouvertement le haïr. Elle va même jusqu'à se mutiler pour éviter tout rapport sexuel. Maria aussi est mariée à un homme sans importance qui fait une tentative de suicide au couteau, tentative dont on ignore le motif. Elle avoue elle-même être superficielle et insouciante : des années plus tôt elle entretenait une relation avec le médecin de famille qui vient surveiller la mourante. Les sœurs se succèdent au chevet de la malade qui tient un journal intime. Petite fille, Agnès admirait énormément sa mère pour sa grande beauté et essayait de percer sa personnalité en l'observant en secret. 
Après le décès d'Agnès, outre les problèmes de la succession, Karin et Maria essaient de se parler, de se connaître, difficilement. Les non-dits masquent la haine. Anna, la femme de chambre, la seule à s'être occupée vraiment de la mourante, est congédiée sans ménagement et risque de se retrouver à la rue. Elle est toutefois autorisée à prendre un objet ayant appartenu à la défunte avant de partir du manoir qui sera vendu. Mise brutalement devant les faits accomplis par ses impitoyables employeurs, elle choisit officiellement de ne rien prendre. Mais restée seule dans le manoir que les sœurs et leurs maris ont quitté, elle entreprend la lecture du journal intime d'Agnès. Elle y découvre intimement celle dont elle s'est occupée avec tant de soin et tombe sur un passage où Agnès raconte un moment d'intense bonheur qu’elle a vécu un jour du dernier été avant l’irruption de sa maladie, en compagnie de ses deux sœurs, venues la voir dans le merveilleux parc de leur maison d'enfance. Le film se termine sur l’évocation de ce moment parfait, mais fugace et définitivement passé.

## Fiche technique
- Titre original : Viskningar och rop
- Titre français : Cris et Chuchotements
- Réalisation : Ingmar Bergman
- Scénario et dialogues : Ingmar Bergman
- Producteur : Lars-Owe Carlberg
- Sociétés de production : Cinematograph, Svenska Film Institute
- Photographie : Sven Nykvist
- Musique : la Mazurka Op. 17 n° 4 de Frédéric Chopin interprétée par Käbi Laretei et la  Sarabande de la cinquième suite pour violoncelle seul de Jean-Sébastien Bach interprété par Pierre Fournier
- Montage : Siv Lundgren
- Costumes et décors : Marik Vos-Lundh
- Pays d'origine : Suède
- Langue : suédois
- Format : Couleurs - 1,66:1 - Mono - Format 35 mm
- Genre : Drame
- Durée : 91 minutes
- Dates de sortie :    
  - 21 décembre 1972 (New York)
  - 5 mars 1973 (Suède)
  - 1er mars 1974 (Belgique, Gand)

### Production
- Tournage : du 7 septembre au 29 octobre 1971, à Mariefred, Suède.

## Distribution
- Harriet Andersson : Agnès
- Kari Sylwan : Anna la servante
- Ingrid Thulin :  Karin
- Liv Ullmann :  Maria (et aussi sa propre mère)
- Erland Josephson : David (le médecin)
- Henning Moritzen (en) :  Joakim (le mari de Maria)
- Georg Årlin (en) :  Fredrik (le mari de Karin)
- Anders Ek :  Isak (le pasteur)
- Inga Jill :  tante Olga (la narratrice)
- Rosanna Mariano : Agnès enfant
- Monika Priede : Karin enfant
- Lena Bergman : Maria enfant
- Malin Gjörup : la fille d'Anna
- Linn Ullmann : la fille de Maria

## Distinctions
- 19e cérémonie des David di Donatello :
  - David spécial pour Ingrid Thulin, Liv Ullmann, Harriet Andersson et Kari Sylwan.
  - David di Donatello du meilleur réalisateur étranger pour Ingmar Bergman.
- Prix CST de l'artiste technicien au Festival de Cannes 1973.
- Oscar de la meilleure photographie pour Sven Nykvist.

## Commentaires
- Bergman fait le portrait de quatre femmes, réunies pendant l'agonie de l'une d'elles. C'est l'occasion d'aborder des thèmes essentiels : la nostalgie de la jeunesse, la peur de vivre et de mourir, les relations conjugales, mais aussi les conventions de la morale puritaine et les relations de travail du personnel de maison avec leurs employeurs dans un XIXe siècle finissant.
- Dans une interview, Liv Ullmann racontait tout le plaisir qu'elle avait eu de travailler avec Ingmar Bergman et avec les autres comédiennes, et, pour la première fois, d'être maquillée et habillée en costume. Elle relatait aussi les difficultés du réalisateur à trouver des distributeurs, l'un d'eux lui aurait dit : « vous devriez nous payer pour avoir regardé le film en entier ». L'accueil triomphal fait par la critique et le succès public pour un film austère, démentirent ces propos.
- L'histoire a pour cadre un manoir en Suède (le manoir de Taxinge-Näsby, dans la commune suédoise de Nykvarn, faisant partie de la circonscription de Iän ; le manoir, où la couleur dominante est le rouge, avec son parc est situé à côté du lac Mälaren). Le huis clos est parfois interrompu par de brèves images de la campagne environnante et par des retours dans le passé des personnages.
- Lorsque Maria fait la lecture à Agnès, il s'agit du livre Les Papiers posthumes du Pickwick Club, de Charles Dickens.